# Kim Jae-kyung
Kim Jae-kyung (김재경?, 金栽經?, Gim JaegyeongLR, Kim ChaegyŏngMR; Seul, 24 dicembre 1988) è un'attrice ed ex cantante sudcoreana.
Ha esordito nel mondo dell'intrattenimento nel 2009 come leader del girl group Rainbow, di cui ha fatto parte fino allo scioglimento nel 2016. Nel frattempo ha iniziato a recitare, con il film TV Monster (2012). Dopo aver ricoperto ruoli secondari in Gamgyeok sidae: Tusin-ui tansaeng e Sin-ui quiz (2014) è stata scritturata come protagonista nella webserie Gogyeolhan geudae (2015). Per le sue interpretazioni ha vinto un premio come miglior attrice di supporto agli MBC Drama Award e agli SBS Drama Award.

## Filmografia

### Cinema
- Simjang-i ttoenda (심장이 뛴다?), regia di Yoon Jae-geun (2011) – cameo
- Gan-i-yeok (간이역?), regia di Kim Jung-mi (2021)
- Neoreul jupda (너를 줍다?), regia di se stessa e Hyun Woo (2023)

### Televisione
- Daemul (대물?) – serie TV (2010) – cameo
- Monster (몬스터?) – film TV (2012)
- Family (패밀리?) – sitcom (2012) – cameo
- Eungdaphara 1994 (응답하라 1994?) – serie TV (2013) – cameo
- Gamgyeok sidae: Tusin-ui tansaeng (감격시대: 투신의 탄생?) – serie TV (2014)
- Sin-ui quiz (신의 퀴즈?) – serie TV (2014)
- Naegen neomu sarangseureo-un geunyeo (내겐 너무 사랑스러운 그녀?) – serie TV (2014) – cameo
- Gogyeolhan geudae (고결한 그대?) – webserie (2015)
- Madame Antoine (마담 앙트완?) – serie TV (2016)
- Uriga mannan gijeok (우리가 만난 기적?) – serie TV (2018) – cameo
- Life on Mars (라이프 온 마스?) – serie TV (2018)
- Bad Papa (배드파파?) – serie TV (2018)
- Chomyeon-e saranghamnida (초면에 사랑합니다?) – serie TV (2019)
- The Devil Judge (악마판사?) – serie TV (2021)
- Again My Life (어게인 마이 라이프?) – serie TV (2022)